# Ліборіо Мехія
Ліборіо Мехія Гутьєррес (ісп. Liborio Mejía Gutiérrez; 28 липня 1792 — 3 вересня 1816) — колумбійський державний діяч, третій президент Сполучених Провінцій Нової Гранади.

## Біографія
Народився 1792 року в Ріонегро. В 1808—1812 роках навчався в Коледжі святого Варфоломія в Санта-Фе-де-Боготі. Після повернення до Медельїна впродовж деякого часу викладав філософію в провінційному коледжі; разом із Франсіско Хосе де Кальдасом розробляв план оборони провінції Антіокія на випадок нападу іспанських роялістів.
1813 року вступив до лав армії, яку скликав полковник Хосе Марія Гутьєррес. Мехія швидко дослужився до звання полковника й отримав пост командира гарнізону Попаяна.
Коли почалось повернення Нової Гранади під владу Іспанії, місцеві війська не могли чинити серйозного спротиву іспанським королівським військам, і відкочувались на південь. 6 травня 1816 року іспанці захопили Боготу, й 22 червня 1816 року президент Хосе Фернандес Мадрид заявив про свою відставку. Постійний комітет, що зібрався в Попаяні, призначив новим президентом Кустодіо Гарсия Ровіру, а Ліборіо Мехії запропонував пост віцепрезидента. У зв'язку з тим, що Гарсіо Ровіра на той момент був відсутній, Ліборіо Мехія став в. о. президента Сполучених Провінцій Нової Гранади. За вісім днів Мехія передав президентські обов'язки Гарсії Ровірі, а сам став віцепрезидентом. Однак невдовзі війська новогранадців було остаточно розбито іспанцями, Мехія потрапив у полон, після чого його привезли до Боготи, й 3 вересня стратили.